# Большое Зоркальцево
Большо́е Зо́ркальцево — деревня находилась в Тобольском районе Тюменской области. Ныне исключена из жилых населённых пунктов как географический объект. Прекратила своё существование в 60-х годах XX века.

## История
Деревня была основана в 1590-х годах казаком Матвеем Зоркальцевым приехавшим из Тобольска, где была заведена пашня. Пашня расположилась рядом с юртами иштаманских татар.
В 1623 году в деревне при Иштаманской протоке проживало 3 семьи. Деревня относилась к Низовскому станцу Подгородного дистрикта, а позже к Бронниковскому погосту Тобольского уезда.
В 1681—1683 годах деревня упоминается в переписи дворянина Поскочина.
По данным переписной книги 1710 года в составе Тобольского уезда упоминается внизу реки Иртыш в дуброве подгородная деревня Зоркальцева.
В 1740 году сведения о деревне Зоркальцево встречаются в книге немецкого историка Г. Ф. Миллера «Путешествие от Березова вверх по рекам Оби и Иртышу до Тобольска», когда он проезжал в 1740 году, где записано следующее:
… Далее вверх по Иртышу. Ночью с 7 на 8 сентября. Деревня Зоркальцево, на восточном берегу, в 5 верстах от Бронникова. Имеет 17 дворов, среди которых 4 отставных солдат, а остальные — крестьянские. Протока на восточной стороне, её нижнее устье возле деревни. … тамошняя местность превращается протокой, упомянутой при дер. Зоркальцевой, в остров. Верхнее устье протоки, упомянутой при Зоркальцовой, на восточной стороне …
В 1868—1869 годы казённая деревня Большая Зоркольцева (Черняткина) находилась в 32 верстах от города Тобольск при реке Иртыш. В деревне насчитывалось 73 двора. Деревня была одной из самых крупных в Тобольском округе.
В 1893 году деревня Зоркольцева входила в состав Бронниковской волости. В деревне находилось 25 крестьянских двора.
В 1900 году деревня Зоркальцева (Черняткина) уже насчитывала 32 крестьянских двора.
В 1912 году деревня Зоркальцева находилась при речке Зоркальцевой на почтовом тракте в 6 верстах от села Бронниково, здесь же находилась приходская церковь. Официальная школа находилась всего в 2 верстах от деревни. В деревне было к этому времени 51 двор. Деревня имела в пользовании удобной земли пахотной 120 десятин, сенокосной 170 десятин, всего 290 десятин.
В деревне имелись: часовня, хлебный магазин.
В 1957 году деревня Большая Зоркальцева входила в Шестаковский сельский совет в 6,5 километрах от Шестаково.
В 1960-х годах деревня прекращает своё существование. Все жители разъехались по ближайшим населённым пунктам.

## Население
| Год  | Всего | Мужчины | Женщины |
| ---- | ----- | ------- | ------- |
| 1868 | 421   | 206     | 215     |
| 1893 | 284   | 150     | 134     |
| 1900 | 139   | 68      | 71      |
| 1910 | 328   | 176     | 152     |